# Pellasimnia
Genre
Synonymes
- Phenacovolva (Pellasimnia) Schilder, 1939[1]

Pellasimnia est un genre de mollusques gastéropodes de la famille des Ovulidae. L'espèce type est Pellasimnia angasi. 

## Liste d'espèces
Selon World Register of Marine Species (30 septembre 2017) :
- Pellasimnia angasi (Reeve, 1865)
- Pellasimnia annabelae Lorenz & Fehse, 2009
- Pellasimnia brunneiterma (Cate, 1969)
- Pellasimnia cleaveri Lorenz & Fehse, 2009
- Pellasimnia hochmuthi Lorenz & Fehse, 2009
- Pellasimnia improcera (Azuma & Cate, 1971)
- Pellasimnia maccoyi (Tenison-Woods, 1878)
- Pellasimnia maxwelli Beu & B. A. Marshall, 2011 †